# Consiglio regionale dell'Abruzzo
Il Consiglio regionale dell'Abruzzo è l'organo legislativo rappresentativo della Regione Abruzzo. 
Istituito nel 1970, si compone attualmente di 30 membri più il Presidente della regione come componente aggiunto con piena facoltà di voto tranne che sulla questione di fiducia.

## Sedi

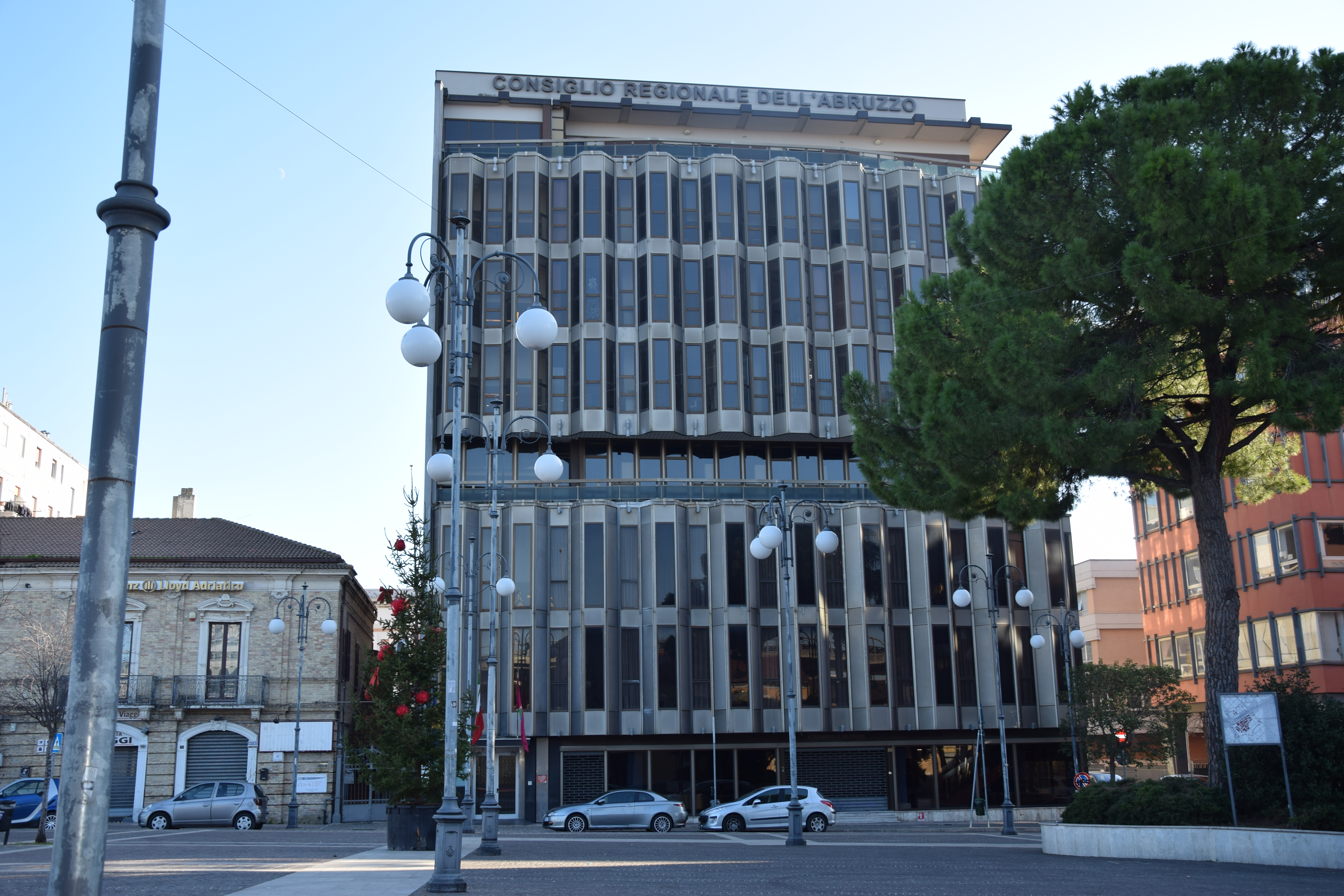
La sede pescarese del Consiglio regionale

Lo Statuto regionale prevede che il consiglio si riunisca "a L'Aquila o a Pescara".
La sede aquilana del Consiglio, dal 1972, è il Palazzo dell'Emiciclo in via Michele Iacobucci. 
In precedenza l'assemblea si riunì nel Palazzo della Prefettura in occasione della prima seduta del 1970 e, successivamente ai moti dell'Aquila, tenne le proprie sedute nel Forte spagnolo, la prima delle quali il 31 marzo per l'approvazione dello Statuto regionale.
La sede di Pescara è nel palazzo dell'ente di piazza Unione.

## Funzioni
Secondo quanto stabilito dallo statuto, il consiglio è l'organo legislativo della regione, ne indica l'indirizzo politico e programmatico e ne controlla l'attuazione. Esercita inoltre tutte le altre funzioni attribuitegli dalla Costituzione, dallo statuto stesso e dalle leggi.

## Organi istituzionali
Di seguito sono descritti gli organi istituzionali del Consiglio regionale dell'Abruzzo in base allo statuto della Regione e al regolamento del consiglio regionale stesso.

### Commissioni e Giunte
Sono previste cinque Commissioni permanenti:
- I) Bilancio, Affari Generali e istituzionali;
- II) Territorio, Ambiente e Infrastrutture;
- III) Agricoltura, Sviluppo economico e Attività produttive;
- IV) Politiche europee e internazionali, Programmi della Commissione europea, Partecipazione ai processi normativi dell'Unione Europea;
- V) Salute, Sicurezza sociale, Cultura, Formazione e Lavoro.

È prevista una Commissione di vigilanza a carattere permanente, nella quale sono rappresentati tutti i gruppi consiliari.
- Vigilanza.

Sono previste, inoltre, due giunte:
- Giunta per il regolamento.
- Giunta delle elezioni (che coincide con l'Ufficio di Presidenza).[10]

### Consiglieri
Il Consiglio è composto di trenta membri più il Presidente della Giunta regionale e il candidato alla carica di Presidente della Giunta che ha conseguito un numero di voti validi immediatamente inferiore.

### Gruppi consiliari
I gruppi consiliari possono essere formati anche da un solo consigliere se costituiti da consiglieri eletti nelle liste collegate al Presidente della Giunta regionale o al candidato Presidente che ha conseguito un numero di voti validi immediatamente inferiore a quello del Presidente eletto o se rappresentino un partito organizzato che abbia presentato candidature in tutte le circoscrizioni della Regione o se corrispondono a gruppi presenti in uno dei due rami del Parlamento italiano o rappresentati al Parlamento europeo.
I consiglieri che non possono costituire un gruppo, sono assegnati al gruppo misto.

### Presidente del Consiglio
La figura di presidente del Consiglio regionale è prevista dall'art. 122 della Costituzione Italiana.
Secondo lo statuto della regione, articolo 16, “Il Presidente rappresenta il Consiglio, lo convoca, lo presiede e ne dirige le sedute; assicura l'osservanza del Regolamento e organizza i lavori del Consiglio secondo il metodo della programmazione.” Lo rappresenta in giudizio e garantisce la pubblicità delle sedute.
Viene eletto a scrutinio segreto, a maggioranza dei due terzi dei componenti dell'Assemblea per i primi due scrutini e a maggioranza assoluta nei successivi.

#### Lista dei presidenti del Consiglio
Di seguito la lista dei Presidenti del Consiglio dal 1970 ad oggi:
| Legislatura | Presidente            | Partito                          | Partito                            | Periodo                            |
| ----------- | --------------------- | -------------------------------- | ---------------------------------- | ---------------------------------- |
| I           | Giustino De Cecco     |                                  | Democrazia Cristiana               | 6 luglio 1970 – 18 luglio 1970     |
| I           | Emilio Mattucci       |                                  | Democrazia Cristiana               | 18 luglio 1970 – 4 luglio 1975     |
| II          | Emilio Mattucci       | 4 luglio 1975 – 9 ottobre 1975   | Democrazia Cristiana               |                                    |
| II          | Marcello Russo        |                                  | Partito Socialista Italiano        | 9 ottobre 1975 – 1 marzo 1977      |
| II          | Arnaldo Di Giovanni   |                                  | Partito Comunista Italiano         | 1 marzo 1977 – 6 aprile 1979       |
| II          | Giuseppe Bolino       |                                  | Democrazia Cristiana               | 6 aprile 1979 – 7 luglio 1980      |
| III         | Giuseppe Bolino       | 7 luglio 1980 – 16 dicembre 1980 | Democrazia Cristiana               |                                    |
| III         | Egidio Marinaro       |                                  | Partito Socialista Italiano        | 16 dicembre 1980 – 11 giugno 1985  |
| IV          | Gaetano Novello       |                                  | Democrazia Cristiana               | 11 giugno 1985 – 15 novembre 1988  |
| IV          | Nino Pace             |                                  | Partito Socialista Italiano        | 15 novembre 1988 – 5 luglio 1989   |
| IV          | Paolo Pizzola         |                                  | Partito Socialista Italiano        | 5 luglio 1989 – 3 giugno 1990      |
| V           | Rocco Salini          |                                  | Democrazia Cristiana               | 4 giugno 1990 – 31 luglio 1990     |
| V           | Vincenzo Del Colle    |                                  | Democrazia Cristiana               | 31 luglio 1990 – 24 ottobre 1992   |
| V           | Mario Pennetta        |                                  | Democrazia Cristiana               | 5 novembre 1992 – 23 novembre 1993 |
| V           | Giuliano Giuliani     |                                  | Partito Democratico della Sinistra | 3 maggio 1994 – 28 maggio 1995     |
| VI          | Gianni Melilla        |                                  | Partito Democratico della Sinistra | 29 maggio 1995 – 1 aprile 1997     |
| VI          | Umberto Aimola        |                                  | Partito Democratico della Sinistra | 1 aprile 1997 – 21 maggio 2000     |
| VI          | Umberto Aimola        | Democratici di Sinistra          |                                    | 1 aprile 1997 – 21 maggio 2000     |
| VII         | Giuseppe Tagliente    |                                  | Forza Italia                       | 22 maggio 2000 – 15 maggio 2005    |
| VIII        | Marino Roselli        |                                  | La Margherita                      | 16 maggio 2005 – 26 gennaio 2009   |
| IX          | Nazario Pagano        |                                  | Il Popolo della Libertà            | 27 gennaio 2009 – 11 giugno 2014   |
| IX          | Nazario Pagano        | Forza Italia                     |                                    | 27 gennaio 2009 – 11 giugno 2014   |
| X           | Giuseppe Di Pangrazio |                                  | Partito Democratico                | 30 giugno 2014 – 23 febbraio 2018  |
| XI          | Lorenzo Sospiri       |                                  | Forza Italia                       | 12 marzo 2019 – in carica          |
| XII         | Lorenzo Sospiri       |                                  | Forza Italia                       | 12 marzo 2019 – in carica          |

### Ufficio di presidenza
L'Ufficio di presidenza è composto dal Presidente, due Vicepresidenti e due Segretari. I due Vicepresidenti e dei due Segretari sono eletti con votazioni separate, ciascun consigliere esprime una sola preferenza e vengono eletti coloro hanno ottenuto il maggior numero dei voti, in caso di parità il più anziano di età. I Vicepresidenti collaborano con il Presidente per garantire il funzionamento del consiglio e lo sostituiscono in caso di assenza, i segretari sovrintendono alla stesura del verbale, fanno l'appello, prendono nota delle iscrizioni a parlare, e quando occorre coadiuvano il presidente nelle operazioni di votazione. 
Ai sensi dell'art. 13 del Regolamento interno per i lavori del Consiglio regionale Archiviato il 17 agosto 2018 in Internet Archive., l'Ufficio di Presidenza:
1. provvede alle attività di informazione, di consultazione, di studio, di organizzazione utili per favorire lo svolgimento delle funzioni delle Commissioni e del Consiglio;
2. redige il progetto di bilancio preventivo e il conto consuntivo del Consiglio predisposti secondo le norme in materia di contabilità;
3. assegna annualmente gli obiettivi alle Direzioni e le risorse necessarie alla loro attuazione, in base agli stanziamenti del bilancio di previsione del Consiglio;
4. prende atto della costituzione dei gruppi, assicura agli stessi la disponibilità di locali, risorse strumentali e finanziarie e delibera i relativi contributi, in conformità alla legge regionale;
5. assicura ad ogni consigliere il libero esercizio del suo mandato e ne tutela le prerogative, fatte salve le attribuzioni del Presidente in materia di osservanza del Regolamento;
6. accerta la regolarità delle richieste di istituzione di Commissioni d'inchiesta presentate al Consiglio ai sensi dell'art. 146;
7. decide sugli eventuali reclami circa la costituzione dei gruppi e delle Commissioni;
8. in caso di morte, decadenza o dimissioni di un consigliere provvede alla sostituzione dello stesso con l'avente diritto, ferma restando la convalida;
9. delibera su ogni altra questione ad esso sottoposta dal Presidente ed esercita le altre funzioni ad esso attribuite dallo Statuto, dalle leggi, dal Regolamento e dal Consiglio.
10. L'Ufficio di Presidenza adotta le deliberazioni a maggioranza di voti. In caso di parità di voti, prevale il voto del Presidente.
11. Per la validità delle deliberazioni è necessaria la presenza di almeno tre membri, compreso il Presidente o il vice Presidente che lo sostituisce a norma dell'art. 11.

#### XII legislatura

##### Presidente
- Lorenzo Sospiri (FI)

##### Vicepresidenti
- Marianna Scoccia (NM)
- Antonio Blasioli (PD)

##### Segretari
- Luca De Renzis (FdI)
- Erika Alessandrini (M5S)

#### XI legislatura

##### Presidente
- Lorenzo Sospiri (FI)

##### Vicepresidenti
- Roberto Santangelo (AP)
- Domenico Pettinari (M5S)

##### Segretari
- Sabrina Bocchino (Lega)
- Dino Pepe (PD)

#### X legislatura
La composizione dell'Ufficio di Presidenza durante la X legislatura regionale (30 giugno 2014-23 febbraio 2018) è stata la seguente:

##### Presidente
- Giuseppe Di Pangrazio (PD)

##### Vicepresidenti
- Lucrezio Paolini (IdV)
- Paolo Gatti (FI)

##### Segretari
- Alessio Monaco (RF)
- Giorgio D'Ignazio (NCD), fino all'8 maggio 2018
- Leandro Bracco (Gruppo misto), dall'8 maggio 2018

## Composizione del consiglio

### XII legislatura (2024-)
| Gruppi consiliari                   | Gruppi consiliari                   | Seggi |
| ----------------------------------- | ----------------------------------- | ----- |
|                                     | Fratelli d'Italia                   | 8+1   |
|                                     | Forza Italia                        | 4     |
|                                     | Lega Salvini Abruzzo                | 2     |
|                                     | Marsilio Presidente                 | 2     |
|                                     | Noi Moderati                        | 1     |
| Totale coalizione di centrodestra   | Totale coalizione di centrodestra   | 18    |
|                                     | Partito Democratico                 | 6     |
|                                     | Abruzzo Insieme                     | 3     |
|                                     | Movimento 5 Stelle                  | 2     |
|                                     | Alleanza Verdi-Sinistra             | 1     |
|                                     | Azione                              | 1     |
| Totale coalizione di centrosinistra | Totale coalizione di centrosinistra | 12    |
| Totale                              | Totale                              | 31    |

#### Consiglieri

##### Maggioranza
| Consigliere         | Consigliere         | Consigliere         | Lista             | Preferenze | Circoscrizione                                | Note |
| ------------------- | ------------------- | ------------------- | ----------------- | ---------- | --------------------------------------------- | ---- |
|                     |                     | Marco Marsilio      | Fratelli d'Italia | -          | Eletto come Presidente della Giunta Regionale |      |
| Mario Quaglieri     | 11.754              | L’Aquila            | Fratelli d'Italia |            |                                               |      |
| Massimo Verrecchia  | 7.761               | L’Aquila            | Fratelli d'Italia |            |                                               |      |
| Tiziana Magnacca    | 9.635               | Chieti              | Fratelli d'Italia |            |                                               |      |
| Nicola Campitelli   | 8.534               | Chieti              | Fratelli d'Italia |            |                                               |      |
| Luca De Renzis      | 4.732               | Pescara             | Fratelli d'Italia |            |                                               |      |
| Leonardo D'Addazio  | 4.480               | Pescara             | Fratelli d'Italia |            |                                               |      |
| Paolo Gatti         | 10.878              | Teramo              | Fratelli d'Italia |            |                                               |      |
| Umberto D'Annuntiis | 7.416               | Teramo              | Fratelli d'Italia |            |                                               |      |
|                     | Emanuele Imprudente | Lega                | 7.028             | L’Aquila   |                                               |      |
| Vincenzo D'Incecco  | 5.574               | Lega                | Pescara           |            |                                               |      |
|                     | Roberto Santangelo  | Forza Italia        | 9.587             | L’Aquila   |                                               |      |
| Lorenzo Sospiri     | 8.835               | Forza Italia        | Pescara           |            |                                               |      |
| Daniele D'Amario    | 5.417               | Forza Italia        | Chieti            |            |                                               |      |
| Emiliano Di Matteo  | 4.078               | Forza Italia        | Teramo            |            |                                               |      |
|                     | Gianpaolo Lugini    | Marsilio Presidente | 1.010             | L’Aquila   |                                               |      |
| Luciano Marinucci   | 2.164               | Marsilio Presidente | Chieti            |            |                                               |      |
|                     | Marianna Scoccia    | Noi Moderati        | 5.282             | L’Aquila   |                                               |      |

##### Minoranza
| Consigliere        | Consigliere                 | Consigliere               | Lista        | Preferenze | Circoscrizione                                               |
| ------------------ | --------------------------- | ------------------------- | ------------ | ---------- | ------------------------------------------------------------ |
|                    |                             | Luciano D'Amico           | Indipendente | -          | Eletto come secondo classificato alle elezioni presidenziali |
|                    | Vincenzo Menna              | Abruzzo Insieme           | 4.696        | Chieti     |                                                              |
| Giovanni Cavallari | 4.722                       | Abruzzo Insieme           | Teramo       |            |                                                              |
|                    | Francesco Taglieri Sclocchi | Movimento 5 Stelle        | 2.162        | Chieti     |                                                              |
| Erika Alessandrini | 2.385                       | Movimento 5 Stelle        | Pescara      |            |                                                              |
|                    | Enio Pavone                 | Azione                    | 2.682        | Teramo     |                                                              |
|                    | Pierpaolo Pietrucci         | Partito Democratico       | 5.833        | L’Aquila   |                                                              |
| Silvio Paolucci    | 8.691                       | Partito Democratico       | Chieti       |            |                                                              |
| Antonio Blasioli   | 9.899                       | Partito Democratico       | Pescara      |            |                                                              |
| Antonio Di Marco   | 4.186                       | Partito Democratico       | Pescara      |            |                                                              |
| Sandro Mariani     | 7.533                       | Partito Democratico       | Teramo       |            |                                                              |
| Dino Pepe          | 7.377                       | Partito Democratico       | Teramo       |            |                                                              |
|                    | Alessio Monaco              | Alleanza Verdi e Sinistra | 2.133        | Chieti     |                                                              |

### XI legislatura (2019-2024)
Il Consiglio regionale eletto nel 2019 vedeva così ripartiti i seggi consiliari:
| Gruppi consiliari                   | Gruppi consiliari                   | Seggi |
| ----------------------------------- | ----------------------------------- | ----- |
|                                     | Lega Salvini Abruzzo                | 10    |
|                                     | Forza Italia                        | 3     |
|                                     | Fratelli d'Italia                   | 2+1   |
|                                     | Azione Politica                     | 1     |
| Totale coalizione di centrodestra   | Totale coalizione di centrodestra   | 17    |
|                                     | Partito Democratico                 | 4     |
|                                     | Abruzzo in Comune                   | 1     |
|                                     | Legnini Presidente                  | 1     |
| Totale coalizione di centrosinistra | Totale coalizione di centrosinistra | 6     |
|                                     | Movimento 5 Stelle                  | 7     |
|                                     | UDC-DC                              | 1     |
| Totale                              | Totale                              | 31    |

#### Consiglieri

##### Maggioranza
| Consigliere               | Circoscrizione | Preferenze | Note                                                                |
| ------------------------- | -------------- | ---------- | ------------------------------------------------------------------- |
| Nicola Campitelli         | Chieti         | 8.160      | Assessore (12/03/2019-in carica)                                    |
| Manuele Marcovecchio      | Chieti         | 4.305      |                                                                     |
| Sabrina Bocchino          | Chieti         | 3.777      | Segretario del Consiglio regionale (12/03/2019-in carica)           |
| Fabrizio Montepara        | Chieti         | 2.917      | Subentra all'Assessore Campitelli (19/03/2019-in carica)            |
| Emanuele Imprudente       | L'Aquila       | 8.794      | Vicepresidente della Giunta (12/03/2019-in carica)                  |
| Angelo Simone Angelosante | L'Aquila       | 3.872      |                                                                     |
| Antonietta La Porta       | L'Aquila       | 3.570      | Subentra al Vicepresidente Imprudente (19/03/2019-in carica)        |
| Vincenzo D'Incecco        | Pescara        | 6.681      | Capogruppo (26/10/2020-in carica)                                   |
| Nicoletta Verì            | Pescara        | 4.934      | Assessore (12/03/2019-in carica)                                    |
| Luca De Renzis            | Pescara        | 4.398      | Subentra all'Assessore Verì (19/03/2019-in carica)                  |
| Pietro Quaresimale        | Teramo         | 8.838      | Capogruppo (12/03/2019-26/10/2020) Assessore (26/10/2020-in carica) |
| Emiliano Di Matteo        | Teramo         | 8.477      |                                                                     |
| Antonio Di Gianvittorio   | Teramo         | 6.188      |                                                                     |
| Simona Cardinali          | Teramo         | 3.997      | Subentra all'Assessore Quaresimale (26/10/2020-in carica)           |

| Consigliere         | Circoscrizione | Preferenze | Note |
| ------------------- | -------------- | ---------- | --- |
| Mauro Febbo         | Chieti         | 5.553      | Assessore (12/03/2019-21/10/2020)Capogruppo (26/03/2021-in carica)                                                                     |
| Daniele D'Amario    | Chieti         | 2.253      | Subentra all'Assessore Febbo (19/03/2019-21/10/2020)                                                                                   |
| Lorenzo Sospiri     | Pescara        | 6.012      | Presidente del Consiglio regionale (12/03/2019-in carica)                                                                              |
| Umberto D'Annuntiis | Teramo         | 5.569      | Sottosegretario alla Presidenza (12/03/2019-in carica) Capogruppo (12/03/2019-26/03/2021)Aderisce a Fratelli d'Italia il 26 marzo 2021 |

| Consigliere          | Circoscrizione | Preferenze | Note                                                                                         |
| -------------------- | -------------- | ---------- | -------------------------------------------------------------------------------------------- |
| Marco Marsilio       | Nessuna        | -          | Presidente della Giunta regionale (23/02/2019-in carica)                                     |
| Guido Quintino Liris | L'Aquila       | 6.168      | Assessore (06/03/2019-in carica)                                                             |
| Mario Quaglieri      | L'Aquila       | 4.250      | Subentra all'Assessore Liris (19/03/2019-in carica)                                          |
| Guerino Testa        | Pescara        | 2.743      | Capogruppo (12/03/2019-in carica)                                                            |
| Umberto D'Annuntiis  | Teramo         | 5.569      | In Forza Italia fino al 26 marzo 2021 Sottosegretario alla Presidenza (12/03/2019-in carica) |

| Consigliere        | Circoscrizione | Preferenze | Note                                                          |                                   |
| ------------------ | -------------- | ---------- | ------------------------------------------------------------- | --------------------------------- |
| Roberto Santangelo | L'Aquila       | 2.645      | Vicepresidente del Consiglio regionale (12/03/2019-in carica) | Capogruppo (12/03/2019-in carica) |

##### Minoranza
| Consigliere         | Circoscrizione | Preferenze | Note                                                   |
| ------------------- | -------------- | ---------- | ------------------------------------------------------ |
| Silvio Paolucci     | Chieti         | 6.349      | Capogruppo (12/03/2019-in carica)                      |
| Pierpaolo Pietrucci | L'Aquila       | 4.760      | Subentra al Consigliere Legnini (03/03/2020-in carica) |
| Antonio Blasioli    | Pescara        | 3.763      |                                                        |
| Dino Pepe           | Teramo         | 5.413      | Segretario del Consiglio (12/03/2019-in carica)        |

| Consigliere          | Circoscrizione | Preferenze | Note                                                                     |
| -------------------- | -------------- | ---------- | ------------------------------------------------------------------------ |
| Giovanni Legnini     | Nessuna        | -          | Candidato Presidente arrivato secondo, dimessosi (12/03/2019-03/03/2020) |
| Americo Di Benedetto | L'Aquila       | 4.041      | Capogruppo (12/03/2019-in carica)                                        |

| Consigliere    | Circoscrizione | Preferenze | Note                              |
| -------------- | -------------- | ---------- | --------------------------------- |
| Sandro Mariani | Teramo         | 4.109      | Capogruppo (12/03/2019-in carica) |

| Consigliere                 | Circoscrizione | Preferenze | Note                                                          |
| --------------------------- | -------------- | ---------- | ------------------------------------------------------------- |
| Sara Marcozzi               | Chieti         | 6.535      | Capogruppo (12/03/2019-in carica)                             |
| Pietro Smargiassi           | Chieti         | 3.325      |                                                               |
| Francesco Taglieri Sclocchi | Chieti         | 3.094      |                                                               |
| Giorgio Fedele              | L'Aquila       | 2.875      |                                                               |
| Domenico Zaccardi Pettinari | Pescara        | 9.563      | Vicepresidente del Consiglio regionale (12/03/2019-in carica) |
| Barbara Stella              | Pescara        | 2.282      |                                                               |
| Marco Cipolletti            | Teramo         | 2.182      |                                                               |

| Consigliere      | Circoscrizione | Preferenze | Note                                                                |
| ---------------- | -------------- | ---------- | ------------------------------------------------------------------- |
| Marianna Scoccia | L'Aquila       | 5.257      | Capogruppo (12/03/2019-in carica) Fino al 15/05/2020 in maggioranza |

### X legislatura (2014-2019)
Il consiglio regionale eletto con le elezioni del 2014 era suddiviso in undici gruppi consiliari, per un totale di 30 consiglieri cui va aggiunto di diritto Luciano D'Alfonso (PD).
La composizione era la seguente:
| Gruppi consiliari                   | Gruppi consiliari                   | Seggi |
| ----------------------------------- | ----------------------------------- | ----- |
|                                     | Partito Democratico                 | 10    |
|                                     | Regione Facile                      | 2     |
|                                     | Abruzzo Civico                      | 2     |
|                                     | Centro Democratico                  | 1     |
|                                     | Sinistra Ecologia Libertà           | 2     |
|                                     | Italia dei Valori                   | 1     |
| Totale coalizione di centrosinistra | Totale coalizione di centrosinistra | 18    |
|                                     | Forza Italia                        | 5     |
|                                     | Alternativa Popolare                | 1     |
|                                     | Abruzzo futuro                      | 1     |
|                                     | Gruppo misto                        | 1     |
| Totale coalizione di centrodestra   | Totale coalizione di centrodestra   | 8     |
|                                     | Movimento 5 Stelle                  | 5     |
| Totale                              | Totale                              | 31    |

Il 16 agosto 2018 il Presidente Di Pangrazio sciolse il consiglio regionale per tornare ad elezioni anticipate in seguito alle dimissioni del Presidente della Regione Luciano D'Alfonso.

#### Consiglieri

##### Maggioranza
| Consigliere                 | Circoscrizione | Preferenze | Note |
| --------------------------- | -------------- | ---------- | --- |
| Luciano D'Alfonso           | Nessuna        |            | Fino al 10/08/2018 Presidente della Giunta Regionale (fino al 10/08/2018)                                  |
| Silvio Paolucci             | Chieti         | 7.973      | Assessore                                                                                                  |
| Camillo D'Alessandro        | Chieti         | 4.782      | Fino al 10/04/2018 (gli subentra Innaurato) Sottosegretario alla Presidenza (dal 20/03/2015 al 10/09/2015) |
| Antonio Mario Innaurato     | Chieti         | 2.636      | Dal 10/04/2018 (subentra a D'Alessandro)                                                                   |
| Pierpaolo Pietrucci         | L'Aquila       | 7.095      | |
| Giuseppe Di Pangrazio       | L'Aquila       | 6.122      | Presidente del Consiglio                                                                                   |
| Bartolomeo Donato Di Matteo | Pescara        | 6.587      | Assessore (fino al 10/04/2018)                                                                             |
| Alberto Balducci            | Pescara        | 3.855      | |
| Marinella Sclocco           | Pescara        | 3.680      | Assessore                                                                                                  |
| Dino Pepe                   | Teramo         | 7.678      | |
| Sandro Mariani              | Teramo         | 5.818      | |
| Luciano Monticelli          | Teramo         | 3.735      | |

| Consigliere          | Circoscrizione | Preferenze | Note                       |
| -------------------- | -------------- | ---------- | -------------------------- |
| Alessio Monaco       | Chieti         | 2.911      | Segretario del Consiglio   |
| Lorenzo Berardinetti | L'Aquila       | 2.677      | Assessore (dal 22/05/2018) |

| Consigliere               | Circoscrizione | Preferenze | Note |
| ------------------------- | -------------- | ---------- | ---- |
| Mario Fiorentino Olivieri | Chieti         | 2.259      |      |
| Andrea Gerosolimo         | L'Aquila       | 5.493      |      |

| Consigliere        | Circoscrizione | Preferenze | Note |
| ------------------ | -------------- | ---------- | ---- |
| Maurizio Di Nicola | L'Aquila       | 2.014      |      |

| Consigliere    | Circoscrizione | Preferenze | Note                                                                            |
| -------------- | -------------- | ---------- | ------------------------------------------------------------------------------- |
| Mario Mazzocca | Pescara        | 1.166      | Assessore (fino al 10/09/2015) Sottosegretario alla Presidenza (dal 10/09/2015) |

| Consigliere      | Circoscrizione | Preferenze | Note                         |
| ---------------- | -------------- | ---------- | ---------------------------- |
| Lucrezio Paolini | Chieti         | 1.351      | Vicepresidente del Consiglio |

| Consigliere       | Circoscrizione | Preferenze | Note                                                                     |
| ----------------- | -------------- | ---------- | ------------------------------------------------------------------------ |
| Giorgio D'Ignazio | Teramo         | 3.353      | Segretario del Consiglio (fino al 10/04/2018) Assessore (dal 10/04/2018) |

##### Minoranza
| Consigliere     | Circoscrizione | Preferenze | Note                                  |
| --------------- | -------------- | ---------- | ------------------------------------- |
| Giovanni Chiodi | Nessuna        |            | Candidato presidente arrivato secondo |
| Mauro Febbo     | Chieti         | 5.891      |                                       |
| Emilio Iampieri | L'Aquila       | 3.857      |                                       |
| Lorenzo Sospiri | Pescara        | 4.671      |                                       |
| Paolo Gatti     | Teramo         | 10.528     | Vicepresidente del Consiglio          |

| Consigliere       | Circoscrizione | Preferenze | Note |
| ----------------- | -------------- | ---------- | ---- |
| Mauro Di Dalmazio | Teramo         | 4.201      |      |

| Consigliere                 | Circoscrizione | Preferenze | Note                                                                               |
| --------------------------- | -------------- | ---------- | ---------------------------------------------------------------------------------- |
| Sara Marcozzi               | Chieti         | 3.252      |                                                                                    |
| Pietro Smargiassi           | Chieti         | 1.816      |                                                                                    |
| Gianluca Ranieri            | L'Aquila       | 1.682      |                                                                                    |
| Domenico Zaccardi Pettinari | Pescara        | 2.289      |                                                                                    |
| Leandro Bracco              | Pescara        | 1.092      | Aderisce al Gruppo misto dal 30/04/2015 Segretario del Consiglio (dall'08/05/2018) |
| Riccardo Mercante           | Teramo         | 1.767      |                                                                                    |